# Mary Ball Washington
Mary Ball Washington (Condado de Lancaster, 1708 - Fredericksburg, 1789) foi a segunda esposa de Augustine Washington (após a morte da primeira esposa, Jane Butler) e mãe de George Washington, primeiro presidente dos Estados Unidos.
Era a única filha de Joseph Ball e sua segunda esposa, a viúva Mary Johnson, cujo nome de solteira e as origens não são conhecidas. Órfã aos 3 anos, aos 12 ela foi colocada, em conformidade com os termos de sua mãe, sob a tutela de George Eskridge, um advogado.
Casou-se com Augustine Washington em 6 de Março de 1731. Ele já possuía 5 filhos do primeiro casamento. Entretanto, apenas 2 chegaram à idade adulta. Juntos, Mary Ball e Augustine tiveram mais seis filhos:
- George - (1732–1799)
- Betty - (1733–1797)
- Samuel - (1734–1781)
- John Augustine - (1736–1787)
- Charles - (1738–1799)
- Mildred - (1739–1740)

Augustine morreu em 1743. Ao contrário da maioria das viúvas na Virgínia, Mary Ball Washington nunca voltou a casar. Ainda viveu para ver seu filho, George Washington, empossado como presidente em 1789.
Mary Ball Washington foi enterrada na fazenda Lewis, a poucos passos da "Meditação Rock". A tradição conta que este era o seu retiro favorito para a leitura, oração e meditação.